# UR-200 (míssil)

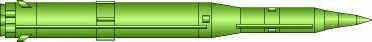
O míssil UR-200.

O UR-200 (8K81), em russo УР-200, foi um ICBM, parte do projeto de
Foguete Universal, desenvolvido e usado pela União Soviética entre 1963 e 1994.
A sigla UR, ou УР, na designação, em russo универсальная ракета, significa Foguete Universal.
Ele ficou conhecido pela OTAN durante a Guerra Fria, como SS-10 Scrag.
Era um míssil de dois estágios com alcance de 12.000 km, para ogivas de 3.175 kg, podendo ser lançados dos mesmos silos do míssil R-16.
Pouco usual para um míssil soviético, o primeiro estágio usava empuxo vetorial para controlar a atitude em voo, e
N2O4 e UDMH como propelentes.